# TSV Heiningen 1892
Der TSV Heiningen 1892 e. V., kurz TSV Heiningen, ist ein Mehrspartensportverein aus Heiningen im Landkreis Göppingen.

## Geschichte
Der 1892 gegründete TSV Heiningen bietet von seinen 6 Sparten neben Handball auch die Sportarten Gerätturnen, Dance, Budosport, Tischtennis und Leichtathletik an.

## Handball
Die Handballabteilung des TSV Heiningen nimmt mit drei Männermannschaften, drei Frauenteams und siebzehn Nachwuchsmannschaften am Spielbetrieb des Württembergischen Handballverbandes teil. Den größten Erfolg der Abteilung hatten die TSV-Männer, als sie im Aufstiegsjahr zur 2. Handball-Bundesliga den 4. Platz belegten. 2020 konnten die Frauen des TSVH als Oberligadritter in die 3. Liga der Frauen aufsteigen. Fünfmal konnte sich die Männermannschaft für die Hauptrunde des DHB-Pokals qualifizieren, davon erreichte sie dreimal die 2. Hauptrunde. Bei den Nachwuchsmannschaften gewann die A-Jugend 1993 die Deutsche Meisterschaft und 1967 die Süddeutscher Großfeldmeisterschaft. In der Saison 2023/24 spielen die 1. Männermannschaft und das 1. Frauenteam in der viertklassigen Oberliga Baden-Württemberg.

### Erfolge
Männer
- Aufstieg in die 2. Bundesliga 1982
- Süddeutscher Meister 1982
- Aufstieg in die Regionalliga Süd (3. Liga) 1981
- Württembergmeister (4. Liga) 1980, 1981
- DHB-Pokal 2. Hauptrunde 1984, 1999, 2011
- Aufstieg in die Oberliga Baden-Württemberg 2011
- Aufstieg in die Württembergliga 1979

Frauen
- Aufstieg in die 3. Liga Frauen (Handball) 2020
- 3. Platz Oberliga Baden-Württemberg 2020

Nachwuchs
- A-Jugend Süddeutscher Großfeldmeister 1967
- A-Jugend Deutscher Meister 1993
- Sieger IBOT (Handballturnier) Weibliche C-Jugend 2013